# Ficus vallis-caucae
Ficus vallis-caucae är en mullbärsväxtart som beskrevs av Armando Dugand. Ficus vallis-caucae ingår i släktet fikonsläktet, och familjen mullbärsväxter. Inga underarter finns listade i Catalogue of Life.